# Les Désolations de l'Arpent du Diable
Les Désolations de l'Arpent du Diable (titre original : The Desolations of Devil's Acre) est un roman de fantasy de l'auteur américain Ransom Riggs. Il s'agit du sixième volume de la série Miss Peregrine et les Enfants particuliers et de la suite de La Conférence des oiseaux.